# Favites pentagona
Favites pentagona là một loài san hô trong họ Faviidae. Loài này được Esper mô tả khoa học năm 1794.